# The Beginning After the End
The Beginning After the End (最強の王様、二度目の人生は何をする??, Saikyō no ōsama, futatabime no jinsei wa nani o suru?) è una serie di web novel americana scritta da TurtleMe e illustrata da Fuyuki23, la cui serializzazione è iniziata su Tapas nel gennaio 2017. Un adattamento in formato webtoon, anch'esso disegnato da Fuyuki23, ha debuttato su Tapas nel luglio 2018. Yen Press ne sta pubblicando la versione inglese; a marzo 2025 sono stati pubblicati sette volumi. Un adattamento anime, prodotto dallo Studio A-Cat, è stato trasmesso dal 2 aprile al 18 giugno 2025. Una seconda stagione è prevista per il secondo trimestre del 2026.

## Trama
La serie segue la vita del defunto Re Grey dopo la sua morte prematura e misteriosa. Rinato come Arthur Leywin, cerca di correggere i suoi errori del passato nel nuovo vibrante continente di Dicathen, un mondo di magia e creature fantastiche. Dotato della conoscenza di un potente re sulla trentina, Arthur naviga nella sua nuova vita come figlio di due avventurieri in pensione e ottiene uno scopo attraverso ciascuna delle sue nuove esperienze, qualcosa che gli mancava nella sua vita precedente. Quando un drago gentile sacrifica la sua vita per proteggerlo, Arthur decide di vivere una vita sincera, gentile e coraggiosa con coloro che ama. Con l'aiuto di una principessa elfa perduta e del Regno Elfico di Elenoir, Arthur inizia il suo lungo viaggio per trovare il suo vero posto nel mondo.
Con il passare degli anni, Arthur si sente sempre più a suo agio in questo mondo, posizionandosi come una figura giovane ma rispettata. Tuttavia, il déjà vu si scatena mentre si prepara una guerra tra Dicathen e i Vritra, un clan di divinità bandite che ora governano un continente lontano. Arthur deve diventare un leader, nonostante la sua paura di diventare il mostro indurito dalla guerra che era una volta nella sua vita passata. Mentre la guerra infuria, Arthur scopre di non essere rinato in questo mondo per caso né di essere l'unico.

## Personaggi

### Famiglia Leywin
Arthur Leywin / Re Grey
Doppiato da: Natsumi Fujiwara (Arthur), Makoto Furukawa (Re Grey)
Reynolds Leywin
Doppiato da: Yamato Kinjo
Alice Leywin
Doppiata da: Rena Maeda

### Twin Horns
Jasmine Flamesworth
Doppiata da: Chiaki Omigawa
Durden Walker
Doppiato da: Shinya Takahashi
Adam Krensh
Doppiato da: Taihi Kimura
Angela Rose
Doppiata da: Riko Akechi
Helen Shard
Doppiata da: Miyū Ogura

### Clan Indrath
Sylvia Indrath
Doppiata da: Shiori Izawa

## Media

### Romanzi
Scritta dallo scrittore sudcoreano-americano Brandon Lee, noto con lo pseudonimo TurtleMe, e illustrata da Fuyuki23, la web novel ha iniziato la serializzazione su Tapas il 18 gennaio 2017. In Italia la serie viene pubblicata da De Agostini Libri a partire dal 19 novembre 2024.
| Nº  | Titolo italiano    | Data di prima pubblicazione             | Data di prima pubblicazione             |
| Nº  | Titolo italiano    | Inglese                                 | Italiano                                |
| 1   | Early Years        | 5 maggio 2017 ISBN 978-1-3706-1060-0    | 19 novembre 2024 ISBN 979-12-21208-80-1 |
| 2   | New Heights        | 5 maggio 2017 ISBN 978-1-3706-7379-7    | 19 novembre 2024 ISBN 979-12-21208-81-8 |
| 3   | Beckoning Fates    | 5 maggio 2017 ISBN 978-1-3708-0253-1    | 18 marzo 2025 ISBN 979-12-21208-82-5    |
| 4   | Horizon's Edge     | 5 maggio 2017 ISBN 978-1-3705-0490-9    | 29 aprile 2025 ISBN 979-12-21209-83-9   |
| 5   | Convergence        | 12 ottobre 2019 ISBN 978-0-4636-6099-7  | —                                       |
| 6   | Transcendence      | 12 ottobre 2019 ISBN 978-0-4632-1157-1  | —                                       |
| 7   | Divergence         | 15 febbraio 2020 ISBN 978-1-3706-7993-5 | —                                       |
| 8   | Ascension          | 29 marzo 2021 ISBN 978-1-0054-8418-7    | —                                       |
| 8.5 | Amongst the Fallen | 1º gennaio 2023                         | —                                       |
| 9   | Reckoning          | 16 giugno 2022 ISBN 978-1-0056-2569-6   | —                                       |
| 10  | Retribution        | 5 luglio 2023 ISBN 979-8-2150-4126-0    | —                                       |
| 11  | Providence         | 8 novembre 2024 ISBN 979-8-2275-3977-9  | —                                       |

### Webtoon
Un adattamento webtoon della web novel, anch'esso disegnato da Fuyuki23, ha iniziato la serializzazione su Tapas il 7 luglio 2018. Fuyuki23 ha smesso di disegnarlo nel giugno 2023. Un dirigente di Kakao Entertainment, società madre di Tapas, ha dichiarato che l’adattamento del webtoon è stato realizzato appositamente per il mercato nordamericano. Al New York Comic Con del 2021, Yen Press ha annunciato l’intenzione di pubblicare il webtoon in formato cartaceo. A marzo 2025 sono stati pubblicati sette volumi.

#### Stagioni
| Stagione                                | Episodi | Data inizio      | Data fine        |
| --------------------------------------- | ------- | ---------------- | ---------------- |
| 1                                       | 25      | 7 luglio 2018    | 20 aprile 2019   |
| 2                                       | 37      | 31 luglio 2019   | 20 marzo 2020    |
| 3                                       | 23      | 29 maggio 2020   | 27 novembre 2020 |
| 4                                       | 40      | 1º gennaio 2021  | 15 ottobre 2021  |
| 5                                       | 50      | 31 dicembre 2022 | 24 gennaio 2023  |
| Jasmine: Wind-Borne (storia secondaria) | 10      | 4 novembre 2023  | 30 dicembre 2023 |
| 6                                       | 37      | 11 maggio 2024   | in corso         |
| In totale                               | 222     | —                | —                |

#### Volumi
| Nº | Data di prima pubblicazione | Data di prima pubblicazione | Data di prima pubblicazione |
| Nº | Inglese                     | Inglese                     |                             |
| -- | --------------------------- | --------------------------- | --------------------------- |
| 1  | 2 agosto 2022               | ISBN 978-1-97-534563-1      |                             |
| 2  | 28 febbraio 2023            | ISBN 978-1-97-534564-8      |                             |
| 3  | 18 luglio 2023              | ISBN 978-1-97-537308-5      |                             |
| 4  | 21 novembre 2023            | ISBN 978-1-97-537309-2      |                             |
| 5  | 23 aprile 2024              | ISBN 978-1-97-537310-8      |                             |
| 6  | 20 agosto 2024              | ISBN 978-1-97-537311-5      |                             |
| 7  | 25 marzo 2025               | ISBN 979-8-85-541343-4      |                             |
| 8  | 22 luglio 2025              | ISBN 979-8-85-541344-1      |                             |
| 9  | 25 novembre 2025            | ISBN 979-8-85-541345-8      |                             |

### Anime
Un adattamento anime della serie è stato annunciato al New York Comic Con il 19 ottobre 2024. È prodotto dallo Studio A-Cat e diretto da Keitaro Motonaga, con le sceneggiature scritte da Takamitsu Kōno, il character design curato da Masami Sueoka e le musiche composte da Keiji Inai. La stagione è stata trasmessa dal 2 aprile al 18 giugno 2025 all'interno del blocco di programmazione +Ultra di Fuji TV e su AT-X. La sigla di apertura è Kingsblood, cantata da Kala, mentre quella di chiusura è Mahiru no tsuki (真昼の月? lett. "Luna di mezzogiorno"), di Seiza. La serie è distribuita in streaming da Crunchyroll. Inizialmente, la prima stagione avrebbe dovuto essere trasmessa in due parti, per un totale di 24 episodi. Tuttavia , dopo la trasmissione dell'episodio 11, Crunchyroll ha annunciato che la stagione si sarebbe conclusa con l'episodio 12 il 18 giugno 2025 e che la seconda stagione andrà in onda nel secondo trimestre del 2026.

#### Episodi
| Nº | Titolo italiano Giapponese 「Kanji」 - Rōmaji | In onda        | In onda |
| Nº | Titolo italiano Giapponese 「Kanji」 - Rōmaji | Giapponese     |         |
| 1  | La reincarnazione di un re. 「王様、生まれ変わる。」 - Ōsama, umare kawaru. | 2 aprile 2025  |         |
| 1  | Grey, il re più potente e assetato di sangue del mondo, muore improvvisamente a metà dei suoi 30 anni senza una causa apparente. Fluttuando nell'abisso, una voce lo esorta a cercare la luce. Si risveglia improvvisamente in un mondo alternativo come il neonato Arthur Leywin, primo figlio degli avventurieri in pensione Reynolds e Alice. All'inizio è furioso per essere ridotto a un bambino indifeso, ma presto scopre che gli umani in questo mondo usano un potere sconosciuto chiamato magia. Determinato a proteggersi acquisendo più potere possibile, Arthur coglie ogni opportunità possibile per imparare, leggendo i libri dei suoi genitori in segreto. Scopre che la sua nuova casa è il continente di Dicathen, che contiene tre regni; Sapin la nazione degli umani, Darv la nazione sotterranea dei Nani ed Elenoir la nazione della foresta degli Elfi. Essendo stato un maestro di Ki nel suo vecchio mondo, Arthur pratica la magia in ogni occasione e lancia il suo primo incantesimo a soli due anni, ferendo Reynolds e distruggendo la loro casa. Non avendo mai sperimentato la famiglia nella sua vita precedente, è confuso dai sensi di colpa e si rende conto di aver imparato ad amare i suoi genitori e piange per la prima volta in una delle sue due vite. |                |         |
| 2  | Il re sotto attacco 「王様、襲われる。」 - Ōsama, osowareru. | 9 aprile 2025  |         |
| 2  | Arthur ricorda quando un emissario di un'altra nazione tentò di assassinarlo, così giustiziò la famiglia dell'uomo per risparmiargli anni di torture, e l'emissario lo ringraziò. Reynolds inizia a insegnare ad Arthur la spada ed è sbalordito che Arthur sia già un abile spadaccino. Rendendosi conto che lui e Alice non sono in grado di addestrare Arthur, si trasferiscono nella città di Xyros per trovargli un istruttore. Per il viaggio assumono il loro vecchio gruppo Twin Horns come guardie del corpo. Arthur scopre che Alice è una maga Emettitrice particolarmente rara che può usare la magia curativa. Adam, il lanciere di Twin Horn, decide di mettere alla prova le abilità di Arthur, che Arthur perde perché non ha familiarità con il combattimento con un corpo così piccolo. Jasmine, l'esploratrice di Twin Horn, nota Arthur usare il Ki sulle sue gambe per aumentare la sua velocità. Dopo avergli insegnato come si usa gli regala un coltello. Vengono attaccati da dei banditi in cerca di Alice. Reynolds rivela che Alice è incinta. Un mago bandito attacca e Arthur viene gettato da una scogliera, ma usa il coltello di Jasmine per trascinare il mago con sé per proteggere Alice e il suo futuro fratello. Mentre cade si rende conto di capire perché l'emissario lo ha ringraziato, sentendo di poter morire felice sapendo che Alice sopravviverà. Arthur si risveglia nella foresta ai piedi della scogliera e si trova di fronte a un terribile mostro che lo saluta per nome. |                |         |
| 3  | L'incontro del re. 「王様、出会う。」 - Ōsama, deau. | 16 aprile 2025 |         |
| 3  | Il mostro, di nome Sylvia, afferma di essere alleata di Arthur e lo aiuta a riprendersi. In seguito mostra ad Arthur che è rimasto incosciente per giorni e che i suoi genitori sono stati costretti a continuare il loro viaggio senza di lui. Passa più tempo e mentre Arthur vuole andarsene la foresta è piena di mostri, e Sylvia non può lasciare la sua caverna. Sylvia mostra ad Arthur che è possibile usare la magia assorbendo di più dall'ambiente allo stesso tempo, permettendo agli incantesimi di essere lanciati all'infinito. Tuttavia, si rifiuta di insegnargli mentre il male vive nel suo cuore. Alla fine, Arthur si rende conto che non può ripetere la sua precedente vita di odio e violenza e giura di proteggere gli altri. Nel frattempo, un altro mostro identico a Sylvia la cerca. Dopo molti sforzi, Arthur scopre l'abilità di Sylvia. Il secondo mostro individua Sylvia che nasconde rapidamente Arthur. Sylvia rivela la sua vera forma di drago bianco e congela temporaneamente il tempo. Ricorda ad Arthur la sua promessa di aiutare gli altri e gli dà un cristallo magico, una delle sue piume e un tatuaggio simile ai segni del suo corpo. Dopo un emozionante addio in cui Arthur la riconosce come sua nonna adottiva, usa l'ultima delle sue magie per teletrasportare Arthur il più vicino possibile ai suoi genitori, scongela il tempo e attacca l'altro mostro con un'esplosione che fa crollare la grotta. Arthur si risveglia da solo nella foresta e inizia il suo viaggio per sopravvivere fino a quando non trova i suoi genitori. |                |         |
| 4  | Salvata dal re. 「王様、助ける。」 - Ōsama, tasukeru. | 23 aprile 2025 |         |
| 4  | Quasi immediatamente Arthur assiste agli schiavisti che trasportano una giovane ragazza elfa. Abbatte tre schiavisti in un'imboscata, ma il loro leader si rivela essere un mago che Arthur alla fine uccide dopo un difficile duello magico. Per un momento, la ragazza gli ricorda una donna che conosceva una volta. Arthur cerca di mandare la ragazza a casa sua di Elenoir ma si rende conto che è troppo giovane per viaggiare da sola, costringendolo a provare a condurla lì. Scopre che lei è Tessia Eralith e che vuole allenarsi come maga quando sarà abbastanza grande. Arthur si rende conto che uno dei lupi domestici dello schiavista li sta seguendo, quindi si assicura di stare in guardia. Il viaggio inizia a infastidirlo poiché gli impedisce di cercare i suoi genitori. Inizia anche a lottare con terribili dolori dal suo nucleo di mana. Durante uno di questi episodi che lo lascia immobile per il dolore, il lupo appare improvvisamente con del cibo per loro prima di ripartire. Arthur è confuso, ma Tessia è sicura che li stia ringraziando per averlo liberato. Alla fine raggiungono un portale di teletrasporto che Tessia riconosce come una porta d'accesso a Elenoir e lo trascinano rapidamente all'interno. Prima che Arthur possa fare qualsiasi cosa, viene afferrato dai soldati elfici mentre Tessia, improvvisamente indifferente, osserva. |                |         |
| 5  | Il re messo alla prova. 「王様、試される。」 - Ōsama, tamesareru. | 30 aprile 2025 |         |
| 5  | Tessia chiede improvvisamente ai soldati di fermarsi, ma hanno intenzione di giustiziarlo. Vengono fermati dal nonno di Tessia, Virion, il re elfico in pensione, che fa capire ad Artù che Tessia è una principessa. I suoi genitori, Re Alduin e Regina Merial, chiedono che Arthur venga arrestato, ma Tessia si limita a urlare contro di loro finché non cedono. Arthur rimane confuso sul motivo per cui Tessia ha mostrato una tale ostilità nei suoi confronti quando sono arrivati per la prima volta. Al castello spiega di esser stato separato dai suoi genitori e di aver salvato Tessia dagli schiavisti, anche se non menziona Sylvia. Arthur chiede di essere riportato a Sapin, anche se Alduin spiega che l'unico portale per Sapin non può essere aperto per altri cinque anni, quindi dopo qualche altra pressione da parte di Tessia accetta di avere delle guardie che scortano Arthur a piedi. Arthur inizia a dubitare che i suoi genitori lo vorrebbero indietro. Tessia lo tira fuori dalla sua improvvisa depressione e lui si rende conto di essere stato uno sciocco. Virion appare e chiede un duello poiché è interessato a come Arthur ha sconfitto gli schiavisti da solo. Arthur vince, quindi Virion chiede ostinatamente un secondo duello, fino a quando Tessia lo rimprovera per bullismo. Virion si offre di fare di Arthur il suo apprendista, poiché ha determinato che il dolore nel nucleo di mana di Arthur deriva dall'aver acquisito la Volontà di una Bestia, e se non si allena a usarla morirà. |                |         |
| 6  | L'addestramento del re. 「王様、修行する。」 - Ōsama, shugyō suru. | 7 maggio 2025  |         |
| 6  | Nei suoi sogni Arthur sperimenta il dolore dal profondo come un mostro oscuro. Virion decide di portare Arthur a trovare il suo vecchio amico. Avverte anche Arthur che come erede al trono Tessia è stata spesso manipolata da persone che fingono di essere sue amiche, quindi se si fida di lui Arthur deve essere molto speciale per lei. L'amica di Virion è la maga elfica Rinia Darcassan, una divinatrice in grado di percepire sia il passato che il futuro. Con il suo aiuto, Arthur è in grado di inviare un messaggio psichico ai suoi genitori entusiasti, dicendo loro che sta bene e che si unirà a loro a Xyros una volta che la sua malattia sarà curata. Determinato a rivederli, Arthur accetta di diventare l'apprendista di Virion. Tessia insiste per mostrare ad Arthur Elenoir, ma si confronta con diversi bambini che Tessia conosce, tra cui Feyrith Ivsaar, uno dei falsi amici menzionati da Virion. Tessia arrabbiata preferisce Arthur a lui, Feyrith sfida Arthur a duello. Dal momento che rifiutare disonorerebbe Virion, Arthur accetta e colpisce Feyrith facendogli perdere i sensi con un pugno. Il giorno dopo, Arthur inizia il suo addestramento da domatore di bestie con Virion, determinato a padroneggiare tutto ciò che Virion può insegnargli. Tre anni dopo, Arthur e Tessia sono cresciuti e diventano più potenti con le loro abilità. |                |         |
| 7  | Il congedo del re. 「王様、お別れする。」 - Ōsama, owakare suru. | 14 maggio 2025 |         |
| 7  | Virion rivela che Arthur non può usare la stregoneria poiché la Volontà Bestia interrompe l'equilibrio tra il suo corpo e il suo nucleo. Dopo tre anni di addestramento, Virion decide che è giunto il momento di risvegliare la Volontà Bestiale, permettendo ad Arthur di domare gli animali. Tuttavia, il risveglio della Beast Will provoca un'esplosione di magia e Arthur è costretto ad ammettere che il suo Beast Will proviene da un drago. Virion rivela che Arthur dovrebbe essere in grado di lasciare Elenoir poiché il portale Sapin viene aperto con 2 anni di anticipo per un massiccio scambio culturale tra elfi, nani e umani. Quella notte, il cristallo che Arthur ha preso da Sylvia fa covare un cucciolo di drago nero che lo accetta come suo padre. Arthur la chiama Sylvie. Virion deduce che il risveglio della sua Volontà Bestiale ha causato la schiusa di Sylvie. Arthur incontra Feyrith per la prima volta dopo il loro duello. Si scopre che Feyrith in realtà voleva essere amico di Arthur. Tessia è triste che molti bambini come Feyrith stiano prendendo parte allo scambio culturale, ma non può andare a causa dei rischi per la sicurezza. Virion dà ad Arthur una bussola con il Sigillo Reale di Elenoir che gli permette di visitare Elenoir ogni volta che vuole. Tessia quasi perde l'occasione di dirle addio prima che Arthur parta. Arthur raggiunge Xyros, la città volante costruita su un'isola galleggiante, e si dirige verso la nuova casa dei suoi genitori dove incontra la sua sorellina Eleanor. |                |         |
| 8  | Il re ritorna. 「王様、再会する。」 - Ōsama, saikai suru. | 21 maggio 2025 |         |
| 8  | Arthur racconta la storia della sua assenza ai suoi genitori entusiasti, ad eccezione di Sylvia che tiene segreta. Reynolds, che ora lavora come addetto alla sicurezza in una casa d'aste, è curioso del potere di Arthur, che è quasi uguale a quello di un uomo in così giovane età. Ricevono la visita del capo di Reynolds, Vincent Halstea, di sua moglie Tabitha e della figlia Lilia. Vincent è sbalordito dal potere di Arthur, che supera facilmente gli studenti di 12 anni dell'Accademia di Magia Xyros. Reynolds richiede un duello di prova usando la sua magia del fuoco, ma Arthur lo combatte fino a una situazione di stallo usando la magia avanzata del fuoco e la magia dell'acqua. Poiché è estremamente raro controllare più di un elemento, Vincent suggerisce ad Arthur di iscriversi all'Accademia Xyros, offrendosi persino di pagare lui stesso le tasse e assicurarsi che venga accettato nonostante abbia solo 8 anni. Lilia presenta Arthur ai servitori, che rivelano che Lilia è spesso preoccupata per il suo futuro, dal momento che i suoi genitori sperano disperatamente che risvegli un nucleo di mana e diventi una maga di successo. La mattina dopo Arthur riceve la visita dei Twin Horns che sono tutti felici di vederlo, specialmente Jasmine, che si rammarica di non essere riuscita a impedire ad Arthur di cadere dalla scogliera. Vederli rende Arthur curioso della vita avventuriera, che gli avrebbe permesso di visitare gli altri regni. |                |         |
| 9  | Gli insegnamenti del re. 「王様、教える。」 - Ōsama, oshieru. | 28 maggio 2025 |         |
| 9  | Mentre fa shopping, Arthur avverte la presenza di un negozio che vende nuclei di bestie estratti. Lilia ne desidera uno da tempo, poiché a volte contengono volontà bestiali, ma i suoi genitori lo considerano un imbroglio, mentre lei dovrebbe concentrarsi sul risveglio del proprio nucleo. Lilia si intrufola in un altro negozio per comprarne di nascosto uno a buon mercato. Arthur cerca di dissuaderla nel caso in cui non funzioni, e la loro discussione disturba i ragazzi dell'Accademia. Scoppia quasi una rissa, ma i ragazzi se ne vanno dopo aver scoperto che Lilia è la figlia di Vincent, un finanziatore dell'Accademia. Vincent assicura ad Arthur che la rissa non influirà sulla sua ammissione all'Accademia. Lilia si arrabbia, pensando che Vincent stia mandando Arthur solo come sostituto, dato che non può usare la magia. Più tardi, si scusa con Arthur per la sua gelosia. Deciso ad aiutare, Arthur finge di aver mandato Lilia da Elenoir per l'addestramento. Inizialmente Vincent e Tabitha sono furiosi, ma presto si rendono conto di aver fatto pressioni ingiuste su Lilia. Lilia rivela di non essere mai andata via; voleva solo che capissero. Vincent si scusa e promette di sostenere Lilia, qualunque sia il futuro che sceglierà. Lilia decide di iscriversi all'accademia, così Arthur usa la tecnica di Virion per risvegliare forzatamente i nuclei dormienti di Lilia ed Eleanor. Vincent organizza una festa per festeggiare. Nel frattempo, un uomo sinistro si interessa alla casa d'aste di Vincent. |                |         |
| 10 | La disobbedienza del re. 「王様、逆らう。」 - Ōsama, sakarau. | 4 giugno 2025  |         |
| 10 | Vincent ospita un'asta a cui partecipa Re Blaine che acquista un cucciolo di Leone del Mondo per suo figlio, il principe Curtis, come suo partner bestia di mana. Sebastien, il mago del re, chiede egoisticamente ad Arthur di dargli Sylvie come sua compagna. Quando Arthur rifiuta, Sebastien minaccia la sua famiglia, facendo arrabbiare Arthur fino a quando la sua sete di sangue danneggia l'intero edificio. Ignaro che si trattasse di Arthur, Blaine presume che si trattasse di un assassino magico e punisce Reynolds per la sua scarsa sicurezza. Sebastien suggerisce di arrendersi a Sylvie come punizione appropriata, ma Arthur rifiuta, opponendosi direttamente a Blaine. I cavalieri di Blaine catturano Arthur, ma lui li sconfigge. Poi congela il tempo tranne che per Sebastien e dopo avergli rotto una gamba lo terrorizza con il suo nucleo di bestia, che prende la forma di Sylvia. Il giorno dopo Blaine manda un messaggero per scusarsi e assicura che i cavalieri sono stati licenziati, così come Sebastien che stava divagando sul fatto che Arthur si fosse rotto una gamba nonostante fosse dall'altra parte della stanza. Blaine invia anche dell'oro come tangente, il che implica che potrebbe ancora punire Reynolds se la tangente venisse rifiutata. Reynolds lascia che Arthur abbia l'oro per il suo futuro. Arthur, tuttavia, è scontento di come è andata a finire e decide di frequentare l'Accademia e imparare a utilizzare Sylvie come sua compagna. Lì incontra una donna misteriosa. |                |         |
| 11 | La decisione del re. 「王様、決意する。」 - Ōsama, ketsui suru. | 11 giugno 2025 |         |
| 11 | La donna, la diretrice Goodsky, duella con Arthur e vince, ma intuisce il suo potenziale. Arthur accetta di imparare da lei se estende le protezioni alla sua famiglia. Rimanda anche la sua iscrizione fino a quando non avrà l'età appropriata, pianificando di trascorrere prima tre anni come avventuriero. Alice è d'accordo a patto che torni a casa ogni pochi mesi, mentre Reynolds insiste sul fatto che ha un avventuriero esperto che lo supporta, per il quale Jasmine si offre volontaria. Arthur va a comprare una spada da Vincent, ma è deluso dalle opzioni. Sylvie individua un pesante bastone di ferro che si rivela essere una spada che può essere sguainata solo se infusa di magia. La spada, con incisa la Ballata W.K IV. di Dawn, si restringe magicamente fino a raggiungere la dimensione ideale per la sua mano. Credendo che la spada sia un artefatto magico, Arthur acquista una spada molto più economica per amore delle apparenze e, poiché Vincent crede che sia solo un bastone di ferro economico, riceve la spada magica gratuitamente come arma da allenamento usa e getta. Settimane dopo, il giorno del suo nono compleanno, Arthur riceve un guanto magico curativo da Alice, così come un anello che avviserà Alice se è in pericolo mortale, e una pergamena monouso per inviare un messaggio di emergenza. I suoi preparativi sono completati, dice addio ai suoi genitori e parte con Jasmine. |                |         |
| 12 | La partenza del re. 「王様、旅立つ。」 - Ōsama, tabidatsu. | 18 giugno 2025 |         |
| 12 | Jasmine porta Arthur alla gilda degli avventurieri per ottenere una licenza dal Maestro della Gilda Kaspian Bladeheart, che informa Jasmine che suo padre la stava cercando. Arthur sceglie di registrarsi con lo pseudonimo Note. Durante l'esame, Arthur assiste a un giovane e arrogante mezzelfo di nome Lucas che tenta un vile attacco furtivo all'esaminatore, che Arthur previene, e a Lucas viene concesso solo un grado B. Kaspian amministra lui stesso l'esame di Arthur e lo ritiene di grado B. I funzionari della gilda sono sospettosi del fatto che così tanti bambini si registrino e raggiungano subito il grado B. Kaspian non è sorpreso dal momento che il recente scambio culturale ha portato le gilde a revocare il bando su elfi e nani. La madre di Lucas era una schiava elfica mentre suo padre era il suo proprietario, Lord Wykes, che desiderava un figlio stregone. Degno di nota era anche Elijah Knight, un umano cresciuto da genitori nani. Jasmine porta Arthur ad allenarsi in un'area a basso pericolo, ma mentre è lì un mostro cinghiale fuggito va su tutte le furie. Il sé passato di Arthur lo avverte improvvisamente di essere paziente e di aspettare il momento giusto, cosa che Arthur fa, con il risultato di uccidere il cinghiale. Jasmine rivela di essere diventata un'avventuriera per sfuggire alla sua famiglia, i Flamesworth, la maggior parte dei quali l'ha rifiutata comunque quando si è scoperto che non aveva la magia del fuoco tipica della famiglia. Nel frattempo, Tessia guarda Arthur attraverso una sfera di cristallo ed è sconvolta nel vederlo con un'altra donna. Due anni dopo Arthur è diventato famoso come Note lo spadaccino mascherato. |                |         |

## Accoglienza
Mel Lake di Multiversity Comics ha elogiato il percorso del protagonista, in particolare per la sua profondità psicologica. Ha inoltre apprezzato lo stile artistico dell’opera, soffermandosi in particolare sulle scene di combattimento, gli sfondi e le espressioni facciali. Vanessa Piña di Screen Rant ha paragonato la serie a Solo Leveling, descrivendone l’estetica e la narrazione come "distinte".
Alex Trent di Game Rant ha riportato che 40 000 fan hanno firmato una petizione per chiedere un remake della serie anime, esprimendo delusione per la qualità dell'animazione.